# ヴァンパイア・ヘヴン
『ヴァンパイア・ヘヴン』（VAMPIRE HEAVEN)は、2013年4月12日から7月5日まで金曜24:52 - 25:23（JSTでは翌日土曜日0:52 - 1:23）にテレビ東京系で放送されていた日本のテレビドラマ。

## あらすじ
150年以上も生き続けている女ヴァンパイアである桜子・小町は、ヴァンパイア界の禁忌を侵し人間界に降り立つ。桜子・小町は恋愛をすればするほど相手の血を欲していく。
ヴァンパイアは低体温、血液以外の食べ物を摂取することは不可能、直に太陽を浴びると皮膚の表面が焼けてしまい蒸発する、他者に殺害されるまで死亡することはなく、人間のように年齢を重ねることも出来ないなどの制約があり、また、ヴァンパイア独自の様々なルールが存在する。

## 登場人物

### 主要人物
桜子（さくらこ）〈170〉
演 - 大政絢
ヴァンパイア。見た目は20歳。小町とは100年来の親友。生真面目な性格で伯爵が命令することに逆らうことが出来ず、伯爵の元へ行く決心をする。
小町（こまち）〈165〉
演 - 本田翼
ヴァンパイア。見た目は20歳。伯爵の元に行った桜子を連れ戻し、伯爵の追手を振り払い彼女と一緒に人間界まで逃げ延びる。
隼人（はやと）〈25〉
演 - 平岡祐太
ミュージシャン志望の青年。偶然ゴミ捨て場で見つけた桜子・小町をMidnight CAFEまで連れ帰り、店主・葵にその後のことを任せる。
健太郎（けんたろう）〈20〉
演 - 冨浦智嗣
Midnight CAFEの上に住む青年。葵に依頼されて自宅に桜子・小町を招き入れ、彼女らと同居する。
理沙（りさ）〈20〉
演 - 岡本杏理
令嬢の娘。隼人の追っかけで彼の夢を叶える手助けになればと思い、ギターをプレゼントする。
ちさと
演 - 三浦透子
瑞穂
演 - 黒澤はるか
理沙の友達。
葵（あおい）〈年齢不詳〉
演 - 江口のりこ
人間界の東京にあるMidnight CAFE店主。
伯爵（はくしゃく）〈300歳越え〉
演 - 篠井英介
ヴァンパイア界の権力者。見た目は45歳。従者を使って、桜子たちを執拗に追い詰める。
源十郎
演 - 長江英和
伯爵の従者。桜子たちを捜索するため、人間界に降り立ち、資金稼ぎとヴァンパイアだとばれないように周りの環境に溶け込む目的でアルバイトを始める。
藤兵衛
演 - 君嶋麻耶
源十郎と同じく、伯爵の従者。

### その他
秀吉
演 - 植木祥平（第1 - 2話）
伯爵の従者。伯爵の怒りを買い消される。
湊川登（みなとがわ のぼる）
演 - 本田博太郎（第9 - 10話）
葵の元彼氏。突然消えた彼女を、40年の歳月を掛けて探し続けてきた。
ドラマ女優
演 - 川村沙也
ドラマ俳優
演 - 岡部尚
ドラマ俳優
演 - 堤隆博

## スタッフ
- 脚本 - 瀬田なつき、鈴木裕那
- 監督 - 瀬田なつき、河原瑶
- オープニングテーマ - 私立恵比寿中学「禁断のカルマ」（DefSTAR RECORDS）
- エンディングテーマ - 超特急「Bloody Night」（SDR）[3]
- 「ヴァンパイア狂想曲」作編曲 - 蓮沼執太
- ナレーション - 菅原正志
- アクション監督 - 高瀬將嗣
- アクションコーディネーター - 森聖二
- 助監督 - 吉村達矢、相良健一、小林大介、長塚拓也
- CG - オオマチアヤコ、林慶祐、島﨑章、木全俊明
- アニメーション - 大川原亮、廣瀬秋馬
- 特殊造形 - 三木康次、森田誠
- 振付 - 振付稼業air:man
- 撮影協力 - 富士急ハイランド（第4話）
- プロデューサー - 家住さやか（テレビ東京）、高橋樹里、矢口久雄、河原瑶
- アシスタントプロデューサー - 北村圭（テレビ東京）、山本梨恵、安生泰子
- 制作 - テレビ東京、SDP
- 制作協力 - テレパック
- 製作著作 - 「ヴァンパイア・ヘヴン」製作委員会

## 放送日程
| 各話   | 放送日  | 脚本       | 監督       |
| ------ | ------- | ---------- | ---------- |
| 第1話  | 4月12日 | 瀬田なつき | 瀬田なつき |
| 第2話  | 4月19日 | 瀬田なつき | 瀬田なつき |
| 第3話  | 4月26日 | 鈴木裕那   | 河原瑶     |
| 第4話  | 5月03日 | 鈴木裕那   | 河原瑶     |
| 第5話  | 5月10日 | 瀬田なつき | 瀬田なつき |
| 第6話  | 5月24日 | 鈴木裕那   | 瀬田なつき |
| 第7話  | 5月31日 | 鈴木裕那   | 河原瑶     |
| 第8話  | 6月07日 | 鈴木裕那   | 河原瑶     |
| 第9話  | 6月14日 | 鈴木裕那   | 瀬田なつき |
| 第10話 | 6月21日 | 鈴木裕那   | 瀬田なつき |
| 第11話 | 6月28日 | 鈴木裕那   | 瀬田なつき |
| 最終話 | 7月05日 | 鈴木裕那   | 瀬田なつき |

5月17日は世界卓球2013放送のため休止。

## ネット局と放送時間
| 放送地域       | 放送局                | 系列                          | 放送期間                | 放送日時                 | 備考       |
| -------------- | --------------------- | ----------------------------- | ----------------------- | ------------------------ | ---------- |
| 関東広域圏     | テレビ東京（TX）      | テレビ東京系列                | 2013年4月12日 - 7月5日  | 金曜 24時52分 - 25時23分 | 制作局     |
| 北海道         | テレビ北海道（TVh）   | テレビ東京系列                | 2013年4月12日 - 7月5日  | 金曜 24時52分 - 25時23分 | 同時ネット |
| 大阪府         | テレビ大阪（TVO）     | テレビ東京系列                | 2013年4月12日 - 7月5日  | 金曜 24時52分 - 25時23分 | 同時ネット |
| 福岡県         | TVQ九州放送（TVQ）    | テレビ東京系列                | 2013年4月12日 - 7月5日  | 金曜 24時52分 - 25時23分 | 同時ネット |
| 岡山県・香川県 | テレビせとうち（TSC） | テレビ東京系列                | 2013年4月23日 - 7月16日 | 火曜 25時05分 - 25時35分 | 11日遅れ   |
| 和歌山県       | テレビ和歌山（WTV）   | 独立局                        | 2013年4月28日 - 7月21日 | 日曜 24時00分 - 24時30分 | 16日遅れ   |
| 鹿児島県       | 南日本放送（MBC）     | TBS系列                       | 2013年4月29日 - 7月22日 | 月曜 24時05分 - 24時40分 | 17日遅れ   |
| 山形県         | テレビユー山形（TUY） | TBS系列                       | 2013年5月17日 - 8月2日  | 金曜 25時30分 - 26時00分 | 35日遅れ   |
| 鳥取県・島根県 | 山陰放送（BSS）       | TBS系列                       | 2013年6月7日 - 8月23日  | 金曜 26時00分 - 26時30分 | 56日遅れ   |
| 日本全域       | BSジャパン            | テレビ東京系列 BSデジタル放送 | 2013年7月7日 - 9月22日  | 日曜 24時05分 - 24時35分 | 86日遅れ   |

## 漫画
本作のスピンオフ漫画が原作：河原れん、作画：渡辺ゆうなでSDPより上下巻で発行されている。